# Vitt
Vitt is een vissersplaatsje op het eiland Rügen en onderdeel van gemeente Putgarten. Het ligt even ten zuiden van de Kaap Arkona in het noordoosten van het schiereiland Wittow. 
Vitt is gelegen in een wigvormige kloof in de rotskust, hier aangeduid met de benaming Liete, waarlangs oppervlaktewater de zee kan bereiken. De eerste vermelding van het plaatsje dateert uit 1290.
Het plaatsje telt veel historische rietgedekte huizen en staat om die reden onder monumentenzorg. Ook de achthoekige Vitter Kapelle uit 1816 heeft een rieten dak.

## Fotogalerij

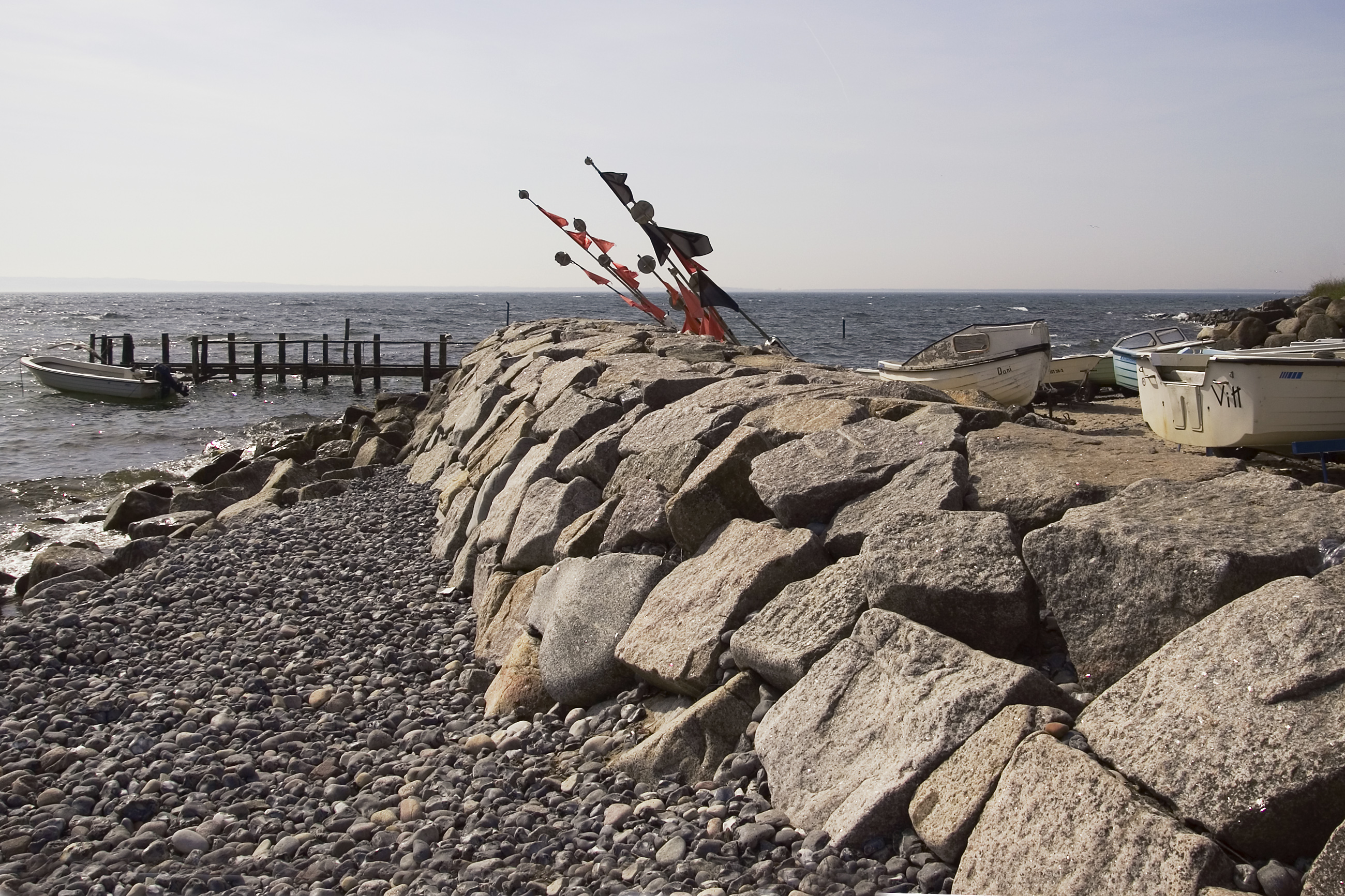
De vissershaven van Vitt
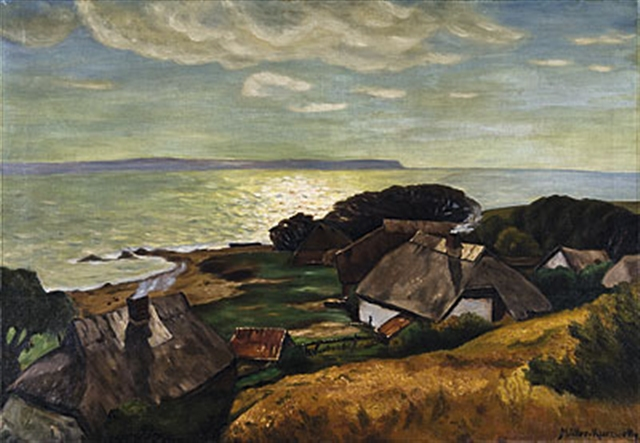
Konrad Alexander Müller-Kurzwelly, Rügenlandschaft bei Vitt, ca.1880
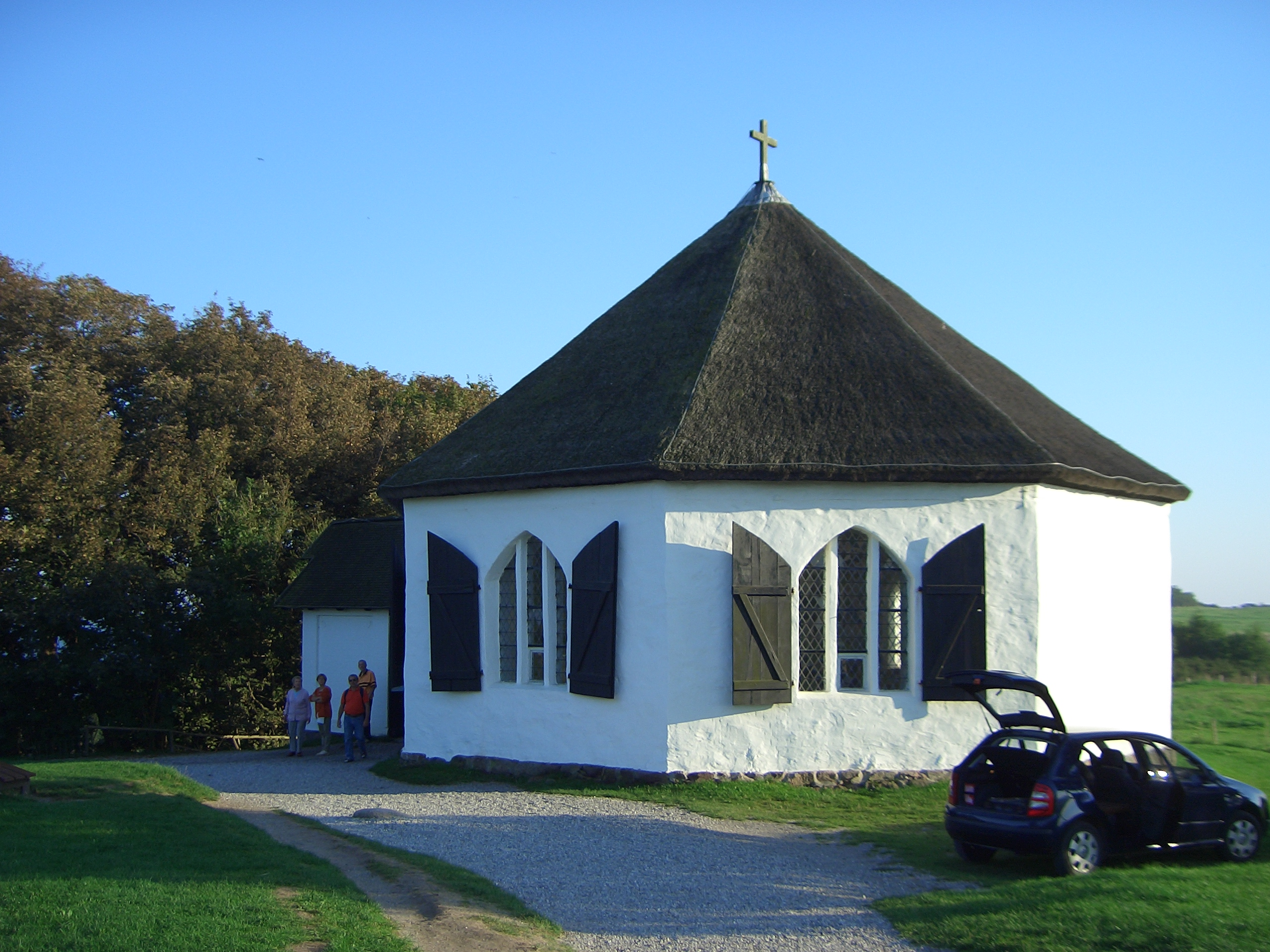
De Vitter Kapelle